# Обопільне божевілля (Цілком таємно)
Обопільне божевілля (Folie à deux) — 19-й епізод п'ятого сезону серіалу «Цілком таємно». Епізод належить до «монстрів тижня» і не відноситься до «міфології серіалу». Прем'єра в мережі «Фокс» відбулася 10 травня 1998 року.
Серія за шкалою Нільсена отримала рейтинг домогосподарств рівний 11.0, який означає, що в день виходу її подивилися 17.63 мільйона глядачів.

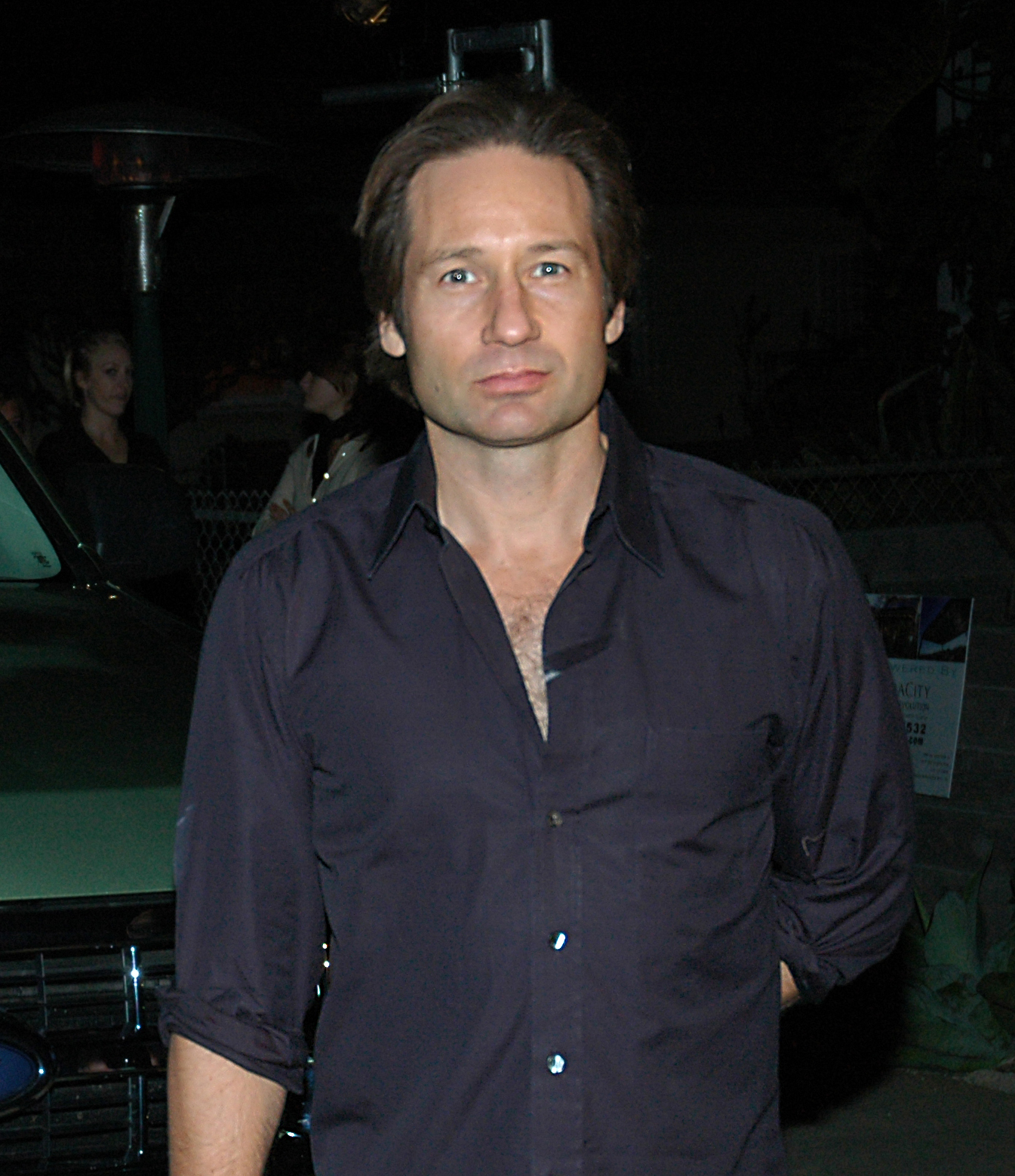

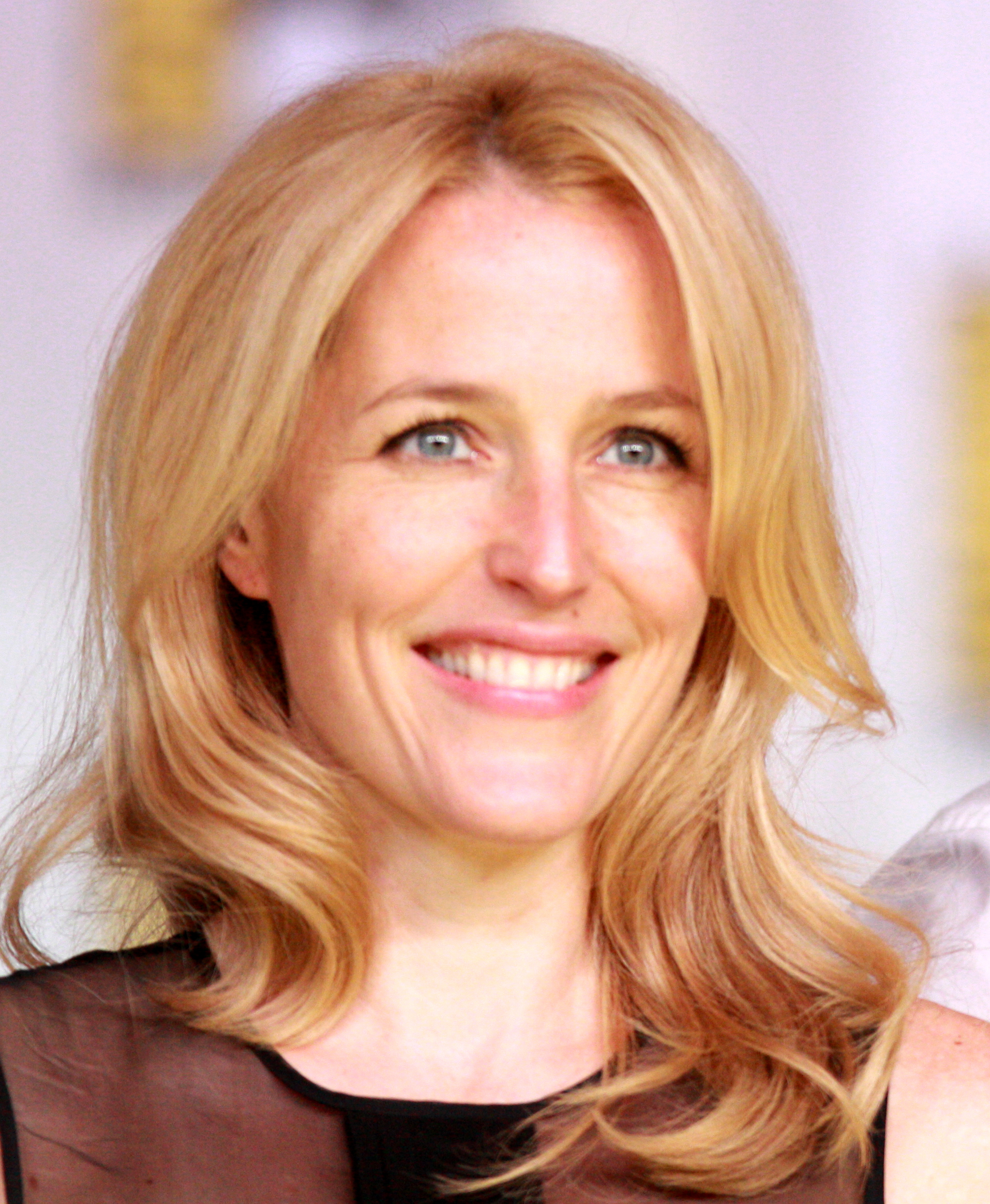

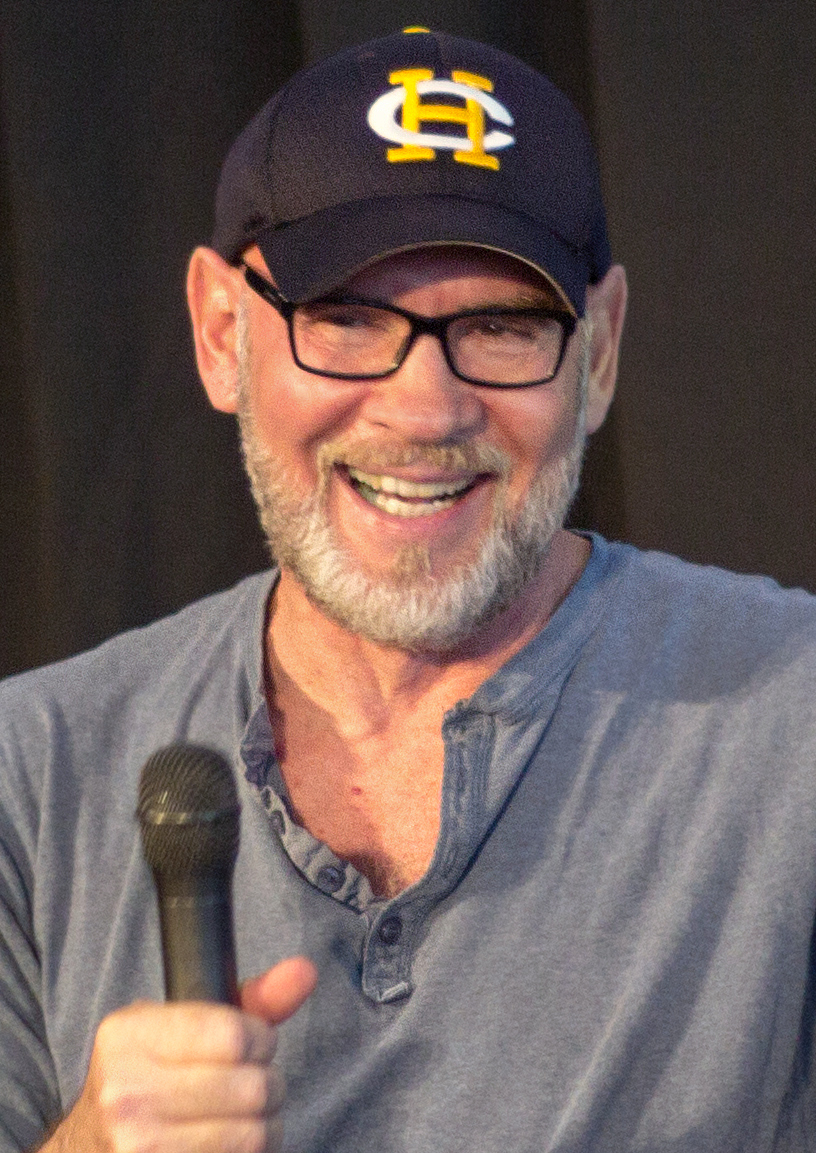

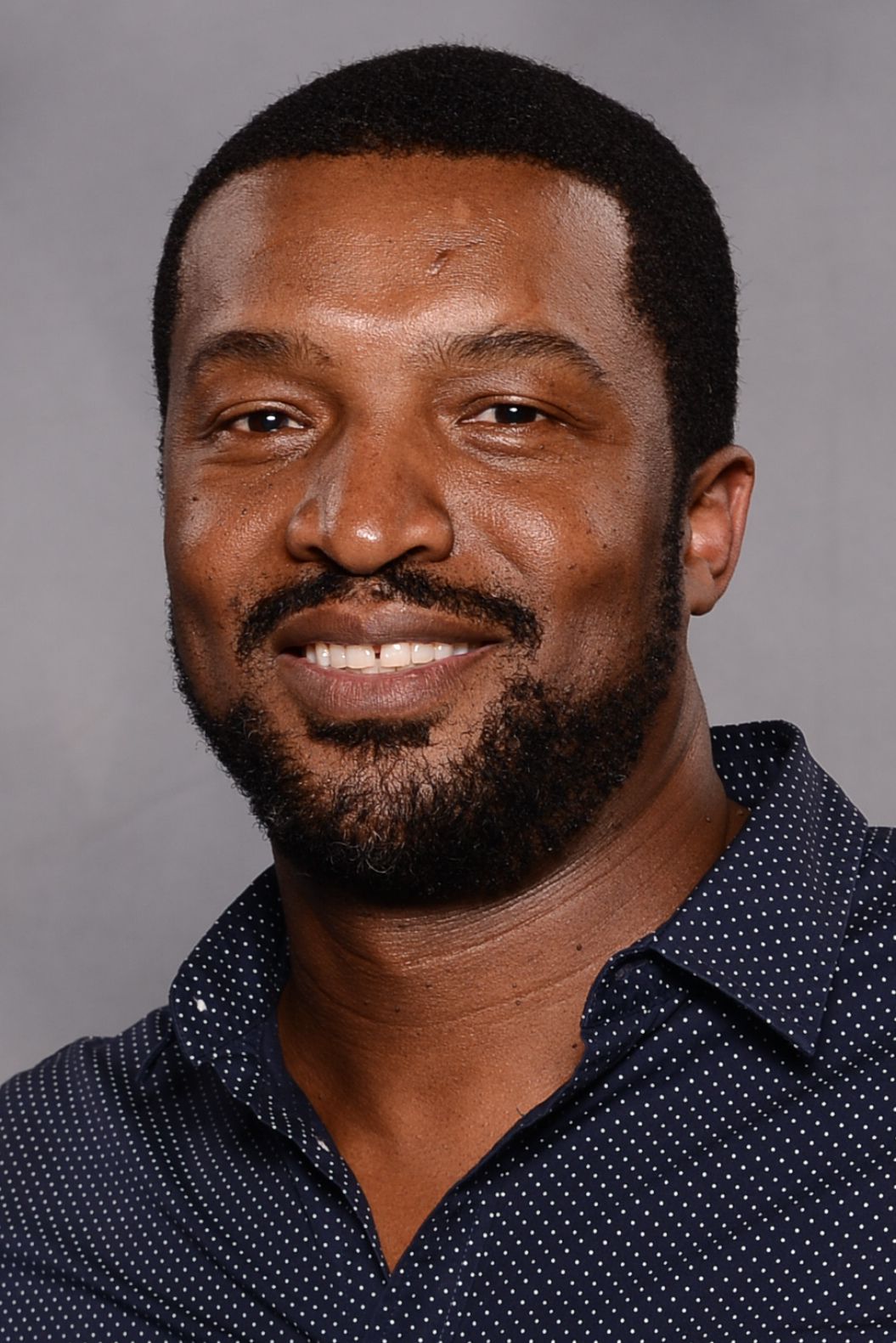

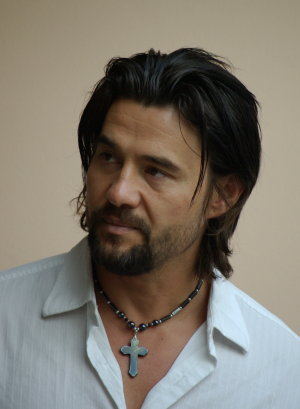

Малдер має справу з божевільним чоловіком Гері Ламбертом, який вважає, що його бос Грег Пінкус може бути монстром — і вирішує взяти цілу офісну будівлю, включаючи Малдера, у заручники, щоб довести це. Зрештою Ламберта вбивають, але якось Малдер успадковує його здатність бачити Пінкуса монстром. Після того, як Малдер стверджує, що Пінкус — чудовисько, його замикають у психіатричній лікарні, а рятує Фокса Скаллі, єдина людина, яка йому вірить.

## Зміст
Істина поза межами досяжного
В Оук-Брук (штат Іллінойс) Гері Ламберт, працівник колл-центру чиказької компанії Вайнілрайт починає чути дивне стрекотіння на роботі. Згодом йому ввижається образ гігантської комахи на місці його боса — Грега Пінкуса. Пізніше Пінкус викликає колегу Гері — Ненсі Ааронсон в офіс. Колегу що повернулася Гері бачить напіврозкладеним трупом. Врешті-решт Гері записує повідомлення про існування чудовиська і закликає прокручувати його кожну годину по радіо.
Волтер Скіннер призначає на цю справу Малдера і Скаллі. Але Малдер вирушає один, вважаючи, що розслідування не цікаве. У компанії Вайнілрайт вже ставалися інциденти, пов'язані з дивною поведінкою співробітників. Один раз співробітник навіть почав погрожувати пістолетом. Малдер відправляється до Пінкуса, той дає послухати запис. Малдер виокремлює в запису слова ховається у світлі і просить Скаллі переглянути свої старі папки щодо згадки цих слів. Тим часом Ламберт остаточно божеволіє і вирішує озброїтися автоматом Калашникова щоб знищити монстра, а заодно і показати себе світу. Після ретельного перелопачування папок Скаллі повідомляє, що слова ховатися у світлі згадувалися в справі 1992 року. Місцевий диякон, Джерольд Резник, тоді вимовив ці слова слідчого поліції у Лейкланді, штат Флорида. Джерольд стверджував, що серед прихожан був дух, який тільки він здатний побачити. Однієї неділі він прийшов на месу з чотирма пістолетами і влаштував бійню, а після наклав на себе руки. Малдер погоджується, що йому може допомогти Скаллі.
Малдер знову відвідує офіс Вайнілрайт, але на своє нещастя виявляється серед заручників, яких захопив Гері Ламберт. Він бажає отримати доступ до телебачення з метою показати «монстра» — Грега Пінкуса. Але монстра, як і «зомбованих» працівників компанії бачить тільки сам Гері. Скаллі прибуває на місце, де вже працюють сили спецназу на чолі з агентом Райсом. Гері помічає снодійні кристали що закидають через вентиляцію. Малдер намагається витягнути свій пістолет з кобури, але через дзвінок Райса виявляється розкритий. У цей момент на Ламберта намагається напасти працівник компанії — Марк Бакус, але його вбиває Гері. Після цього він починає розмірковувати про те, що Марк уже був ходячим трупом, а значить в його вбивстві немає нічого поганого. На вимогу Ламберта в офіс приводять оператора для зняття звернення. Гері хоче застрелити Грега на камеру, але перед ним стає Малдер. Гері переконує Малдера обернутися і подивитися на Грега — Фокс бачить гігантське комахоподібне створіння. У цей момент стіну пробиває БТР, вривається спецназ, та відразу ж вбиває Ламберта.
Малдер допитує Пінкуса і з'ясовує, що той перебував у містах, в яких відбулися подібні інциденти в минулому і де згадувалися слова «ховається у світлі», включаючи інцидент в Лейкленді. Це наштовхує Малдера на думку, що Гері говорив правду і Грег не той, за кого себе видає. Скаллі ж вважає, що Малдер пережив стрес, і це викликало так званий «Folie à deux», тобто однакові марення, що спостерігаються у двох людей. Скаллі більш схильна вважати це візуальною агнозією. Малдер просить заради нього провести розтин тіла Марка Бакуса, але Скаллі відмовляється. Разом з агентом Райсом Малдер йде в будинок Ламберта, де з'ясовується, що той теж відстежував схожі випадки. За вікном Малдер бачить Ненсі Ааронсон у вигляді зомбі і відразу починає погоню, але їй вдається втекти в машині Пінкуса.
Скіннер хоче дізнатися у Скаллі, в чому причина дивної поведінки Малдера і чому він повернувся в Чикаго. Скаллі не наважується сказати, що Малдер прийняв слова Гері за правду. Пізніше Скаллі, разом з асистентом проводить огляд тіла Бакуса і виявляє, що той був мертвий як мінімум за день до «смерті» від кулі Ламберта. Тим часом Малдер слідує за машиною Пінкуса і добирається будинку співробітниці компанії Вайнілрайт — Гретхен Старнс. Через вікно Малдеру вдається побачити що відбувається в будинку. Він бачить як якась комахоподібна істота підходить до жінки що дивиться телевізор. Фокс розбиває вікно, але істота ховається. В кімнаті Малдер виявляє лише зомбоване тіло жінки. Скіннер, Пінкус, нормальна Старнс намагаються розібратися в ситуації. Малдер клянеться тим, що бачив. Скіннер же вважає, що Фокса покинув розум. Старнс йде, залишаючи Пінкуса одного зі Скіннером і Малдером. Пінкус прощає Малдера, вважаючи, що той пережив стрес і обіцяє не звертатися до суду. Фокс стоїть на своєму і Скіннер просить стежити його за мовою. У цей момент Малдер бачить, що Пінкус перетворюється в гігантську комаху. Фокс дістає пістолет, але Скіннер зупиняє його.
Малдера поміщають в заклад для пацієнтів несповна розуму. Тим часом Скаллі під час повторного огляду виявляє сліди від уколу на тілі Бакуса. До Малдера в палату через вікно підбирається істота. На крики прибігає медсестра і показує, що за вікном нікого немає. Вона залишає вікно відкритим, вважаючи, що Малдеру потрібно провітритися. У цей момент видно кров на задній частині шиї медсестри — її істота теж вразила. Скаллі приїжджає відвідати Малдера, їй здається, що медсестра теж є зомбі. В той момент коли істота майже дісталася щоби вбити Малдера в палату вривається Скаллі і стріляє з пістолета. Істота випадає з вікна, що говорить про те, що вона весь час була реальною.
Скаллі доповідає Скіннеру, що вважає психічне здоров'я Малдера стабільним, а також повідомляє про проколи на тілі Бакуса і зникнення Пінкуса разом з шістьма співробітниками компанії, яких Ламберт раніше описав як зомбі і медсестер. У фіналі інший співробітник компанії в Камдентоні (штат Міссурі) повідомляє клієнту, що «воно тут», і чує при цьому звуки стрекотіння.
Тепер ви знаєте

## Створення
«Folie à Deux» був написаний Вінсом Гілліганом, який надихнувся ідеєю, що «навколо всього є лише чудовисько — клінічне визначення божевілля». Заголовок — це посилання на Folie à deux (французькою мовою «божевілля двох»), психіатричний синдром, при якому симптоми безпідставної віри та іноді галюцинації передаються від однієї людини до іншої.
Істота-комаха насправді була зроблена як костюмом-протез, який носила каскадерка. За кулісами з цього костюму сильно посміювалися; як повідомляється, актор Маркінсон, побачивши костюм, сказав: «Це те, що мене зводить з розуму?» Режисер Кім Меннерс теж вважав костюм смішним і сардонічно сказав людям, що цей епізод зіпсує його кар'єру. Гілліган пояснював проблеми через епізодичний графік роботи, він зазначив: «Ми зазвичай настільки маємо короткий графік, що десь має бути слабке прописування сюжетної лінії». Гілліган також заявив, що «надто інженерні» аспекти костюму роблять його дещо комічним. Щоб виправити проблеми із сприйняттям монстра, продюсерська команда передала зняті кадри редактору візуальних ефектів Лорі Калсен-Джордж, який «взяв кадри з монстром в ньому, повністю стер істоту, вивів монстра на інший екран […] анімував його та додав розмитості». Ці ефекти зайняли багато часу і були закінчені лише в день виходу епізоду у ефір. У готовому варіанті епізоду монстра не видно чітко, що надало змогу серії бути більш реальною. Гілліган схвалив роботу Калсена-Джорджа, сказавши: «Існує довга шляхетна історія [затемнення монстра]. Правда, ваша уява може бути набагато ефективнішою, ніж реальне життя».
Спочатку продюсери хотіли влаштувати сцени будинку Гретхен Старнс в регульованому поселенні (Tract housing), щоб згадати про «пастельну спільноту», зняту у фільмах, таких як «Едвард Руки-ножиці» та «Шоу Трумена». Однак, коли виробнича група розмістила відповідний будинок, це було «майже не так моторошно, як вони сподівались», і тому вони закінчили зйомку більшості цих сцен в будинку, розташованому у Норт-Ванкувері (Британська Колумбія). На будинку було встановлено спеціальний такелаж, щоб істота-комаха могла масштабно зображатися на стіні. Каскадерка, яка зображала комаху, повзла по знімальному майданчику, і кадри були відредаговані в постпродукції. Сцени з броньованим автомобілем, що пробивається крізь стіну Вайнілрайт, також були зняті на спеціально побудованій сцені.

## Сприйняття
«Folie à Deux» вперше було показано у мережі «Fox» 10 травня 1998 року і у Великій Британії на BBC One 10 березня 1999 року. Цей епізод отримав рейтинг Нільсена 11,0, з часткою — його переглянули 17,63 мільйона глядачів.
«Folie à Deux» отримав переважно позитивні відгуки критиків. Френсіс Дасс з «New Straits Times» позитивно оцінив епізод, вважаючи його «надзвичайно популярним». Емілі Вандерверф з The A.V. Club надала епізоду блискучий огляд і відзначила оцінкою «А». Вона похвалила те, шо серія «починається як епізод, орієнтований на Малдера, а потім повільно перетворюється на себе, щоб стати епізодом, що орієнтується на Скаллі». Оглядачка також позитивно оцінила спосіб, яким «монстр […] також працює на метафоричному рівні».
Роберт Шірман і Ларс Пірсон у своїй книзі «Хочемо вірити: критичний посібник з „Цілком таємно“, Мілленіуму та Одиноких стрільців», оцінили епізод чотирма зірками з п'яти. Вони порівняли серію з попередньою частиною п'ятого сезону «Погана кров», назвавши «Folie à Deux» її «логічним продовженням». Шірман і Пірсон стверджували, що цей епізод «забезпечує комедію та ефективну історію монстрів одночасно».

| Актор              | Роль                |
| ------------------ | ------------------- |
| Девід Духовни      | Фокс Малдер         |
| Джилліан Андерсон  | Дейна Скаллі        |
| Мітч Піледжі       | Волтер Скіннер      |
| Браян Маркінсон    | Генрі Ламберт       |
| Синтія Престон     | Ненсі Ааронсон      |
| Роджер Кросс       | агент Рік           |
| Дмитро Чеповецький | керівник            |
| Бренда Макдональд  | місіс Лоуч          |
| Стів Бачич         | командир спецзагону |